# Festi’Dunan
 (janvier 2024).
Festi'Dunan est un festival artistique en Langue des Signes Française, créé en 2008 et se déroulant tous les quatre ans, généralement en octobre ou novembre, pendant un week-end. Il englobe divers domaines artistiques tels que le théâtre, les stands, le cinéma et le banquet "Gala Dunan", qui marque la clôture du festival.

## Naissance du Festi'Dunan
La commission « Festi'Dunan » a été créée en 1998 à la Maison des sourds René-Dunan, en hommage à René Dunan qui, en 1820, a fondé une école pour les sourds, conduisant ultérieurement à la création de l'Institut de la Persagotière à Nantes.
Le festival a été inauguré en 2008, et depuis, il a connu des éditions successives en 2010, 2014 et 2018. La 5e édition est prévue pour les 9 et 10 novembre 2024.

### Représentation de spectacle
Le festival propose une variété de spectacles en langue des signes, allant du one-man-show à l'opéra, en passant par des duos dansés, des clips, et même une pièce de théâtre interprétée par des enfants nantais.

## Lieu
La première édition a lieu à Thouaré-sur-Loire. Les éditions suivants (2010, 2014 et 2018) ont lieu au Théâtre de La Fleuriaye à Carquefou, où on peut accueillir 800 places.
La prochaine édition (9 & 10 novembre 2024) sera en collaboration avec le Théâtre d'Onyx de Saint-Herblain pour le samedi (450 places). Pour le dimanche, ça sera à la salle L'Arlekino de Clisson.